# Elkmont
Elkmont är en ort i Limestone County i Alabama. Vid 2010 års folkräkning hade Elkmont 434 invånare.